# 内山田康
内山田 康（うちやまだ やすし 1955年 - ）は、日本の社会人類学者。
南インド、ケーララをフィールドとしてモダニティ、土地所有制度、開発に関する批判的研究を行ったほか、官僚制度に関する民族誌的研究、芸術の人類学に関する研究がある。また、東日本大震災と福島第一原子力発電所事故以降、世界各地（福島、ラアーグ、セラフィールド、ムナナ、マンガレヴァなど）の原子力発電所や核燃料再処理工場、ウラン鉱山跡や核実験場でフィールドワークを行い、複数の時空間における主権権力と資本制の動きを「原子力マシーン」と名付け、人類学的、思想的研究を行っている。

## 略歴
| 1976 -- 1981 | 国際基督教大学 教養学部 人文科学科哲学専攻                                                     |
| 1982 -- 1985 | 東京神学大学 神学部 組織神学（中退）                                                           |
| 1987 -- 1989 | University of Wales, Swansea Centre for Development Studies, M.Sc. in Food Policy              |
| 1984 -- 1985 | 世界食糧計画（WFP）Maputo Office, Trainee                                                      |
| 1985 -- 1987 | 日本国際ボランティアセンター（JVC） エチオピア現地代表                                         |
| 1989 -- 1991 | University of East Anglia, School of Development Studies, Ph.D. in Development Studies（中退） |
| 1991 -- 1995 | London School of Economics, Department of Anthropology, Ph.D. in Anthropology                  |
| 1995 -- 2000 | 国際開発機構（FASID）, Senior Researcher                                                       |
| 2000 -- 2002 | University of Edinburgh, Department of Social Anthropology, Lecturer                           |
| 2002 -- 2021 | 筑波大学 人文社会科学研究科 歴史・人類学専攻 教授                                              |

## 著作（単著）
- 『原子力の人類学　フクシマ、ラ・アーグ、セラフィールド』青土社, 2019年
- 『放射能の人類学　ムナナのウラン鉱山を歩く』青土社、2021年
- 『美しい顔　出会いと至高性をめぐる思想と人類学の旅』春秋社、2024年